# 언노운: 우주를 보는 타임머신
언노운: 우주를 보는 타임머신(Unknown: Cosmic Time Machine)은 미국에서 제작된 샤이 갈 감독의 2023년 다큐멘터리 영화이다. 존 바딘 등이 제작에 참여하였다.

## 출연
- 조 바이든
- 앰버 스트라운
- 알리사 페이건
- 토마스 주부첸
- 베키 스미터스트
- 마이크 멘젤
- 댄 코
- 스테파노 파키니
- 피터 아브라함
- 리사 댕
- 조셉 드파스쿠알레
- 후지모토 세이지
- 댄 골딩
- 하리카네 유이치
- 스칼린 헤르난데즈
- 사우라브 자
- 스티븐 롱모어
- 하비에르 알바레스 마르케스